# Giải thưởng Âm nhạc Melon
Giải thưởng Âm nhạc Melon (tiếng Anh: Melon Music Awards; tiếng Hàn Quốc: 멜론 뮤직어워드) là một lễ trao giải âm nhạc lớn được tổ chức hàng năm tại Hàn Quốc và được tổ chức bởi Kakao M (một công ty của Kakao) thông qua cửa hàng âm nhạc trực tuyến, Melon.
Lễ trao giải lần đầu tiên được tổ chức trực tuyến từ năm 2005 đến năm 2008. Nó được tổ chức trực tiếp chính thức bắt đầu từ năm 2009.

## Địa điểm tổ chức
| Lần | Ngày               | Địa điểm                                              | Thành phố                                             | Quốc gia                                              | Tham khảo |
| --- | ------------------ | ----------------------------------------------------- | ----------------------------------------------------- | ----------------------------------------------------- | --------- |
| 1   | 16 tháng 12, 2009  | Hội trường Olympic                                    | Seoul                                                 | Hàn Quốc                                              | [ 2 ]     |
| 2   | 15 tháng 12, 2010  | Hall of Peace (Đại học Kyung Hee)                     | Seoul                                                 | Hàn Quốc                                              | [ 3 ]     |
| 3   | 24 tháng 11, 2011  | Sân vận động Olympic                                  | Seoul                                                 | Hàn Quốc                                              | [ 4 ]     |
| 4   | 14 tháng 12, 2012  | Sân vận động Olympic                                  | Seoul                                                 | Hàn Quốc                                              | [ 5 ]     |
| 5   | 14 tháng 11, 2013  | Nhà thi đấu Thể dục dụng cụ Olympic                   | Seoul                                                 | Hàn Quốc                                              | [ 6 ]     |
| 6   | 13 tháng 11, 2014  | Nhà thi đấu Thể dục dụng cụ Olympic                   | Seoul                                                 | Hàn Quốc                                              | [ 7 ]     |
| 7   | 7 tháng 11, 2015   | Nhà thi đấu Thể dục dụng cụ Olympic                   | Seoul                                                 | Hàn Quốc                                              | [ 7 ]     |
| 8   | 19 tháng 11, 2016  | Gocheok Sky Dome                                      | Seoul                                                 | Hàn Quốc                                              | [ 8 ]     |
| 9   | 2 tháng 12, 2017   | Gocheok Sky Dome                                      | Seoul                                                 | Hàn Quốc                                              | [ 9 ]     |
| 10  | 1 tháng 12, 2018   | Gocheok Sky Dome                                      | Seoul                                                 | Hàn Quốc                                              |           |
| 11  | 30 tháng 11, 2019  | Gocheok Sky Dome                                      | Seoul                                                 | Hàn Quốc                                              |           |
| 12  | 2–5 tháng 12, 2020 | Sự kiện trực tuyến; Các địa điểm khác nhau ở Hàn Quốc | Sự kiện trực tuyến; Các địa điểm khác nhau ở Hàn Quốc | Sự kiện trực tuyến; Các địa điểm khác nhau ở Hàn Quốc | [ 10 ]    |
| 13  | 4 tháng 12, 2021   | Sự kiện trực tuyến; Các địa điểm khác nhau ở Hàn Quốc | Sự kiện trực tuyến; Các địa điểm khác nhau ở Hàn Quốc | Sự kiện trực tuyến; Các địa điểm khác nhau ở Hàn Quốc | [ 11 ]    |
| 14  | 26 tháng 11, 2022  | Gocheok Sky Dome                                      | Seoul                                                 | Hàn Quốc                                              | [ 12 ]    |
| 15  | 2 tháng 12, 2023   | Inspire Arena                                         | Incheon                                               | Hàn Quốc                                              | [ 13 ]    |
| 16  | 30 tháng 11, 2024  | Inspire Arena                                         | Incheon                                               | Hàn Quốc                                              | [ 14 ]    |

## Giải thưởng lớn

### Nghệ sĩ của năm
| Năm  | Người chiến thắng |
| ---- | ----------------- |
| 2009 | Girls' Generation |
| 2010 | Girls' Generation |
| 2011 | Beast             |
| 2012 | Beast             |
| 2013 | Shinee            |
| 2014 | IU                |
| 2015 | Big Bang          |
| 2016 | Exo               |
| 2017 | Exo               |
| 2018 | BTS               |
| 2019 | BTS               |
| 2020 | BTS               |
| 2021 | IU                |
| 2022 | Lim Young Woong   |
| 2023 | NewJeans          |

### Album của năm
| Năm  | Người chiến thắng | Album                                            |
| ---- | ----------------- | ------------------------------------------------ |
| 2009 | G-Dragon          | Heartbreaker                                     |
| 2010 | 2NE1              | To Anyone                                        |
| 2011 | 2NE1              | The 2nd Mini Album                               |
| 2012 | Busker Busker     | Busker Busker 1st Album                          |
| 2013 | Busker Busker     | Busker Busker 2nd Album                          |
| 2014 | g.o.d             | Chapter 8                                        |
| 2015 | Exo               | Exodus                                           |
| 2016 | BTS               | The Most Beautiful Moment in Life: Young Forever |
| 2017 | IU                | Palette                                          |
| 2018 | BTS               | Love Yourself: Tear                              |
| 2019 | BTS               | Map of the Soul: Persona                         |
| 2020 | BTS               | Map of the Soul: 7                               |
| 2021 | IU                | Lilac                                            |
| 2022 | Lim Young Woong   | IM HERO                                          |
| 2023 | IVE               | I've Ive                                         |

### Bài hát của năm
| Năm  | Người chiến thắng | Bài hát                          |
| ---- | ----------------- | -------------------------------- |
| 2009 | Girls' Generation | "Gee"                            |
| 2010 | 2AM               | "Can't Let You Go Even If I Die" |
| 2011 | IU                | "Good Day"                       |
| 2012 | Psy               | "Gangnam Style"                  |
| 2013 | Exo               | "Growl"                          |
| 2014 | Taeyang           | "Eyes, Nose, Lips"               |
| 2015 | Big Bang          | "Bang Bang Bang"                 |
| 2016 | Twice             | "Cheer Up"                       |
| 2017 | BTS               | "Spring Day"                     |
| 2018 | iKON              | "Love Scenario"                  |
| 2019 | BTS               | "Boy with Luv"                   |
| 2020 | BTS               | "Dynamite"                       |
| 2021 | BTS               | "Butter"                         |
| 2022 | IVE               | "Love Dive"                      |
| 2023 | NewJeans          | "Ditto"                          |

2024           aespa                          "Supernova"

### Thu âm của năm
| Năm  | Người chiến thắng |
| ---- | ----------------- |
| 2018 | Wanna One         |
| 2019 | BTS               |
| 2021 | aespa             |
| 2022 | BTS               |
| 2023 | NCT Dream         |

## Giải thưởng chính

### 10 nghệ sĩ hàng đầu
| Năm  | Người chiến thắng | Người chiến thắng | Người chiến thắng | Người chiến thắng | Người chiến thắng | Người chiến thắng | Người chiến thắng | Người chiến thắng | Người chiến thắng | Người chiến thắng |
| ---- | ----------------- | ----------------- | ----------------- | ----------------- | ----------------- | ----------------- | ----------------- | ----------------- | ----------------- | ----------------- |
| 2009 | 2PM               | Girls' Generation | Kara              | K.Will            | G-Dragon          | 8eight            | Super Junior      | 2NE1              | Brown Eyed Girls  | Davichi           |
| 2010 | 2PM               | Girls' Generation | 2AM               | IU                | DJ DOC            | CNBLUE            | Lee Seung-gi      | 2NE1              | T-ara             | 4Men              |
| 2011 | f(x)              | Secret            | Beast             | IU                | Big Bang          | Sistar            | Super Junior      | 2NE1              | Leessang          | Lena Park         |
| 2012 | Psy               | Busker Busker     | Beast             | IU                | Big Bang          | Sistar            | Infinite          | 2NE1              | T-ara             | Huh Gak           |
| 2013 | Shinee            | Busker Busker     | Beast             | IU                | G-Dragon          | Sistar            | Exo               | Ailee             | Dynamic Duo       | Davichi           |
| 2014 | g.o.d             | Akdong Musician   | Beast             | IU                | Taeyang           | Sistar            | Exo               | 2NE1              | Girl's Day        | Winner            |
| 2015 | Shinee            | Girls' Generation | Hyukoh            | Toy               | Big Bang          | Sistar            | Exo               | San E             | Zion.T            | Apink             |
| 2016 | BewhY             | Akdong Musician   | BTS               | GFriend           | Mamamoo           | Zico              | Exo               | Twice             | Red Velvet        | Taeyeon           |
| 2017 | Heize             | Bolbbalgan4       | BTS               | IU                | Big Bang          | Wanna One         | Exo               | Twice             | Red Velvet        | Winner            |
| 2018 | iKON              | Bolbbalgan4       | BTS               | BtoB              | Mamamoo           | Wanna One         | Exo               | Twice             | Blackpink         | Apink             |
| 2019 | Heize             | Bolbbalgan4       | BTS               | Chungha           | Mamamoo           | MC the Max        | Exo               | Jannabi           | Jang Beom-june    | Taeyeon           |
| 2020 | Kim Ho-joong      | Baek Ye-rin       | BTS               | IU                | Oh My Girl        | Zico              | Baekhyun          | Lim Young-woong   | Blackpink         | Iz*One            |
| 2021 | Heize             | Lee Mu-jin        | BTS               | IU                | lIlBOI            | NCT Dream         | aespa             | Lim Young-woong   | Ash Island        | AKMU              |
| 2022 | (G)I-DLE          | IVE               | BTS               | IU                | SEVENTEEN         | NCT Dream         | BE'O              | Lim Young- Woong  | NewJeans          | MeloMance         |
| 2023 | (G)I-DLE          | IVE               | BTS               | Le Sserafim       | SEVENTEEN         | NCT Dream         | aespa             | Lim Young-woong   | NewJeans          | Jungkook          |

## Giải thưởng nghệ sĩ mới của năm
| Năm  | Người chiến thắng | Người chiến thắng |
| ---- | ----------------- | ----------------- |
| 2009 | —                 | 2NE1              |
| 2010 | CNBLUE            | —                 |
| 2011 | Huh Gak           | —                 |
| 2012 | B.A.P             | Ailee             |
| 2013 | BTS               | Lim Kim           |
| 2014 | Winner            | —                 |
| 2015 | iKON              | GFriend           |
| 2016 | —                 | Blackpink         |
| 2017 | Wanna One         | —                 |
| 2018 | The Boyz          | (G)I-dle          |
| 2019 | TXT               | ITZY              |
| 2020 | Cravity           | Weeekly           |
| 2021 | Lee Mu-jin        | aespa             |
| 2022 | IVE               | NewJeans          |
| 2023 | Zerobaseone       | Riize             |

## Giải thưởng thể loại âm nhạc

### Rap/Hip Hop
| Lần  | Năm  | Người chiến thắng                                     | Tên bài hát                                                          |
| ---- | ---- | ----------------------------------------------------- | -------------------------------------------------------------------- |
| 12th | 2020 | Yumdda, Paloalto, The Quiett, Deepflow, Simon Dominic | "I'mma Do" (feat. Woo Won-jae, Keem Hyo-eun, Nucksal, Huckleberry P) |
| 11th | 2019 | Epik High                                             | "Lovedrunk" (feat. Crush)                                            |
| 10th | 2018 | BTS                                                   | "Fake Love"                                                          |
| 9th  | 2017 | Dynamic Duo & Chen                                    | "Nosedive"                                                           |
| 8th  | 2016 | Zico                                                  | "Eureka" (feat. Zion.T)                                              |
| 7th  | 2015 | Mad Clown                                             | "Fire" (feat. Jinsil)                                                |
| 6th  | 2014 | San-E & Raina                                         | "A Midsummer Night's Sweetness"                                      |
| 5th  | 2013 | Baechigi                                              | "Shower of Tears" (Feat. Ailee)                                      |
| 4th  | 2012 | Dynamic Duo                                           | "Without You"                                                        |
| 3rd  | 2011 | GD&TOP                                                | "Oh Yeah" (Feat. Park Bom)                                           |
| 2nd  | 2010 | Supreme Team                                          | "Dang Dang Dang"                                                     |

### Ballad
| Lần  | Năm  | Người chiến thắng | Tên bài hát                      |
| ---- | ---- | ----------------- | -------------------------------- |
| 12th | 2020 | Davichi           | "Dear"                           |
| 11th | 2019 | Taeyeon           | "Four Seasons"                   |
| 10th | 2018 | Roy Kim           | "Only Then"                      |
| 9th  | 2017 | Yoon Jong-shin    | "Like It"                        |
| 8th  | 2016 | Im Chang-jung     | "The Love I Committed"           |
| 8th  | 2016 | Jung Eun-ji       | "Hopefully Sky"                  |
| 7th  | 2015 | Baek Ah Yeon      | "Shouldn't Have" (feat. Young K) |
| 6th  | 2014 | M.C the Max       | "Wind That Blows"                |
| 5th  | 2013 | Huh Gak           | "Monodrama" (with Yoo Seung-woo) |
| 5th  | 2013 | K.Will            | "Love Blossom"                   |
| 4th  | 2012 | K.Will            | "Please Don't"                   |
| 3rd  | 2011 | Kim Bum-soo       | "Please"                         |
| 2nd  | 2010 | Gummy             | "Because You're A Man"           |

### R&B
| Lần  | Năm  | Người chiến thắng | Tên bài hát               |
| ---- | ---- | ----------------- | ------------------------- |
| 12th | 2020 | Baek Ye-rin       | "Square (2017)"           |
| 11th | 2019 | Heize             | "We Don't Talk Together"  |
| 10th | 2018 | IU                | "Bbibbi"                  |
| 9th  | 2017 | Suran             | "Wine"                    |
| 8th  | 2016 | Baekhyun & Suzy   | "Dream"                   |
| 7th  | 2015 | Naul              | "Living in the Same Time" |
| 6th  | 2014 | Fly to the Sky    | "You You You"             |

### Rock
| Lần  | Năm  | Người chiến thắng | Tên bài hát          |
| ---- | ---- | ----------------- | -------------------- |
| 12th | 2020 | IU                | "Eight" (feat. Suga) |
| 7th  | 2015 | Kim Sunggyu       | "The Answer"         |
| 6th  | 2014 | CNBLUE            | "Can't Stop"         |
| 5th  | 2013 | Cho Yong-pil      | "Bounce"             |
| 4th  | 2012 | Nell              | "The Day Before"     |
| 3rd  | 2011 | CNBLUE            | "Intuition"          |
| 2nd  | 2010 | Hot Potato        | "Confession"         |

### OST
| Năm  | Người chiến thắng        | Tên bài hát                            | Tên phim/chương trình              |
| ---- | ------------------------ | -------------------------------------- | ---------------------------------- |
| 2009 | Future Liger             | "Let's Dance"                          | Infinite Challenge                 |
| 2010 | Lee Seung-gi             | "Losing My Mind"                       | My Girlfriend Is a Nine-Tailed Fox |
| 2011 | Sunny Hill               | "Pit-a-Pat"                            | The Greatest Love                  |
| 2012 | Seo In-guk & Jung Eun-ji | "All For You"                          | Reply 1997                         |
| 2013 | Yoon Mi-rae              | "Touch Love"                           | Master's Sun                       |
| 2014 | Lyn                      | "My Destiny"                           | My Love from the Star              |
| 2015 | Loco & Yuju (GFriend)    | "Spring is Gone By Chance"             | A Girl Who Sees Smells             |
| 2016 | Yoon Mi-rae              | "Always"                               | Descendants of the Sun             |
| 2017 | Ailee                    | "I Will Go to You Like the First Snow" | Goblin                             |
| 2018 | Paul Kim                 | "Every Day, Every Moment"              | Should We Kiss First?              |
| 2019 | Gummy                    | "Remember Me"                          | Hotel del Luna                     |
| 2020 | Jo Jung-suk              | "Aloha"                                | Hospital Playlist                  |
| 2021 | Lee Mu-jin               | "Rain and You"                         | Hospital Playlist 2                |
| 2022 | MeloDance                | "Love, Maybe"                          | Business Proposal                  |
| 2023 | Lim Jae-hyun             | "Heaven"                               | It Was Spring                      |

### Trot
| Lần  | Năm  | Người chiến thắng | Tên bài hát   |
| ---- | ---- | ----------------- | ------------- |
| 12th | 2020 | Lim Young-woong   | "Trust in Me" |
| 8th  | 2016 | Hong Jin Young    | "Thumb Up"    |
| 2nd  | 2010 | Jang Yun Jeong    | "Ole"         |

### Pop
| Lần | Năm  | Người chiến thắng | Tên bài hát      |
| --- | ---- | ----------------- | ---------------- |
| 5th | 2013 | Bruno Mars        | "Young Girls"    |
| 4th | 2012 | Maroon 5          | "One More Night" |

## Giải thưởng phổ biến

### Netizen Popularity Award
| Lần  | Năm  | Người chiến thắng | Bài hát                 |
| ---- | ---- | ----------------- | ----------------------- |
| 14th | 2022 | Lim Young-woong   | "If We Ever Meet Again" |
| 13th | 2021 | BTS               | Butter                  |
| 12th | 2020 | BTS               | "Dynamite"              |
| 11th | 2019 | BTS               | "Boy With Luv"          |
| 10th | 2018 | BTS               | "Fake Love"             |
| 9th  | 2017 | EXO               | "Ko Ko Bop"             |
| 8th  | 2016 | EXO               | "Monster"               |
| 7th  | 2015 | BIG BANG          | "Bang Bang Bang"        |
| 6th  | 2014 | Beast             | "Good Luck"             |
| 5th  | 2013 | EXO               | "Growl"                 |
| 4th  | 2012 | Beast             | "Midnight"              |
| 3rd  | 2011 | Super Junior      | "Mr.Simple"             |
| 2nd  | 2010 | Super Junior      | "Bonamana"              |

### Best Dance Male
| 11th | 2019 | BTS     | "Boy With Love" |
| 9th  | 2017 | EXO     | "Ko Ko Bop"     |
| 8th  | 2016 | EXO     | "Monster"       |
| 7th  | 2015 | BTS     | "I Need U"      |
| 6th  | 2014 | BLOCK B | "Her"           |

### Hot Trend Award
| Lần | Năm  | Người chiến thắng  | Tên bài hát                           |
| --- | ---- | ------------------ | ------------------------------------- |
| 9th | 2017 | Suga & Suran       | "If I Get Drunk Today"                |
| 7th | 2015 | Infinity Challenge | "Infinity Challenge Music Festival"   |
| 5th | 2013 | Crayon Pop         | "Bar Bar Bar"                         |
| 5th | 2013 | Rose Motel         | "Longtime Lovers"                     |
| 4th | 2012 | Trouble Maker      | "Trouble Maker"                       |
| 3rd | 2011 | Infinity Challenge | "West Coast Highway Bài hát Festival" |
| 2nd | 2010 | Girls' Generation  | "Hoot"                                |

## Giải đặc biệt

### Giải Music Video
| Lần  | Năm  | Người chiến thắng | Tên M/V                     |
| ---- | ---- | ----------------- | --------------------------- |
| 10th | 2018 | GFriend           | ''Time For The Moon Night'' |
| 9th  | 2017 | BTS               | "DNA"                       |
| 8th  | 2016 | Red Velvet        | "Russian Roulette"          |
| 7th  | 2015 | Park Jin-young    | "Who's Your Mama?"          |
| 6th  | 2014 | Melody Day        | "Another Parting"           |
| 5th  | 2013 | Lee Gi-baek       | "Shadow"                    |
| 4th  | 2012 | PSY               | Gangnam Style               |
| 3rd  | 2011 | T-ara             | "Roly Poly"                 |
| 2nd  | 2010 | Gain              | "Irreversible"              |

### Giải cho nhạc sĩ
| Lần | Năm  | Người chiến thắng     | Tên Bài hát                                                              |
| --- | ---- | --------------------- | ------------------------------------------------------------------------ |
| 5th | 2013 | Shinsadong Tiger      | "U&I" của Ailee, "NoNoNo" của A Pink, "Now" của Trouble Maker            |
| 4th | 2012 | Duble Sidekick        | "Loving U" của Sistar, "Voice" của Baek Jiyoung, "Good Boy" của Big Bang |
| 3rd | 2011 | Jeon Hyesung          | "Don't Say Goodbye" của Davichi, "That Woman" của Baek Jiyoung           |
| 2nd | 2010 | Lee Minsoo & Kim Yina | "Nagging" của IU & Im Seulong                                            |
| 1st | 2009 | Bang Shihyuk          | —                                                                        |

### Best Solo
| Năm  | Người chiến thắng | Người chiến thắng |
| ---- | ----------------- | ----------------- |
| 2021 | Male              | Lim Young-woong   |
| 2021 | Female            | IU                |
| 2022 | Male              | Lim Young-woong   |
| 2022 | Female            | IU                |
| 2023 | Male              | Jungkook          |
| 2023 | Female            | Lee Young-ji      |

### MBC MusicStar Award
| Lần | Năm  | Người chiến thắng        |
| --- | ---- | ------------------------ |
| 9th | 2017 | HyunA                    |
| 8th | 2016 | Seventeen                |
| 7th | 2015 | EXID                     |
| 6th | 2014 | Ladies' Code             |
| 5th | 2013 | f(x)                     |
| 4th | 2012 | Shindong & Kim Shinyoung |
| 3rd | 2011 | Baek Jiyoung             |
| 2nd | 2010 | miss A                   |

### Giải nghệ thuật biểu diễn
| Lần | Năm  | Người chiến thắng | Tên bài hát  |
| --- | ---- | ----------------- | ------------ |
| 5th | 2013 | Shin Seunghun     | —            |
| 3rd | 2011 | Lee Seunghwan     | "Super Hero" |
| 2nd | 2010 | PSY               | "Right Now"  |

## Giải thưởng khác

### 2023
- Kakao Favorite Star: BTS
- J-Pop Favorite Artist: imase

### 2022
- Project Music Award: WSG Wannabe
- KakaoBank Everyone's Star: BTS

### 2010
- Best Dressed Singer: Girls' Generation
- Best MBC Radio Singer: Jung Yeop – "Without You"

### 2009
- Star: TVXQ
- Mania: TVXQ - "Mirotic"
- Current Stream: Kim Taewoo – "Love Rain"
- Smart Radio: Girls' Generation
- Odyssey: Girls' Generation – "Gee"
- Mobile Music: Girls' Generation
- Sudden Rise: Leessang
- Y-STAR Live: Lee Seungchul

## Đoạt giải nhiều nhất

### Giải thưởng lớn
Danh sách này bao gồm Nghệ sĩ của năm, Album của năm, Bài hát của năm và Thu âm của năm.
| Nghệ sĩ           | Số lượng giải thưởng |
| ----------------- | -------------------- |
| BTS               | 13                   |
| IU                | 5                    |
| Exo               | 4                    |
| Girls' Generation | 3                    |
| Busker Busker     | 2                    |
| Big Bang          | 2                    |
| 2NE1              | 2                    |
| Beast             | 2                    |
| Lim Young-woong   | 2                    |
| NewJeans          | 2                    |
| IVE               | 2                    |

### Giải thưởng khác
| Nghệ sĩ                                               | Số lượng giải thưởng |
| ----------------------------------------------------- | -------------------- |
| BTS                                                   | 35                   |
| IU                                                    | 19                   |
| EXO                                                   | 17                   |
| Girls' Generation                                     | 12                   |
| Lim Young-woong                                       | 10                   |
| 2NE1                                                  | 9                    |
| Beast                                                 | 8                    |
| Big Bang                                              | 7                    |
| Wanna One                                             | 6                    |
| Psy, Sistar, GFriend, Twice, Blackpink, IVE, NewJeans | 5                    |